# Généralité de Catalogne
Pour les articles homonymes, voir Généralité.
 (mars 2025).
Si vous disposez d'ouvrages ou d'articles de référence ou si vous connaissez des sites web de qualité traitant du thème abordé ici, merci de compléter l'article en donnant les références utiles à sa vérifiabilité et en les liant à la section « Notes et références ».
La Généralité de Catalogne (en catalan : Generalitat de Catalunya ; en occitan : Generalitat de Catalonha ; en espagnol : Generalidad de Cataluña) est l'organisation politique de la communauté autonome de Catalogne, en Espagne. Elle est régie par le statut d'autonomie de la Catalogne entré en application en 2006.
La Généralité est installée à Barcelone, capitale de la Catalogne. Elle est formée de plusieurs organes qui détiennent les pouvoirs législatif et exécutif régionaux : le Parlement de Catalogne, la présidence de la Généralité de Catalogne (Presidència de la Generalitat de Catalunya), le gouvernement de Catalogne et les autres institutions de la Généralité de Catalogne forment son administration. Le Parlement de Catalogne (Parlament de Catalunya) élabore et adopte les lois, et contrôle le gouvernement. Il siège au palais du Parlement, situé au parc de la Ciutadella. La présidence de la Généralité de Catalogne dirige le gouvernement de Catalogne. Le président est le chef du gouvernement. Élu par le Parlement, il est nommé par le roi. La présidence a son siège au palais de la Généralité. Le gouvernement de Catalogne (Govern de la Generalitat), ou conseil exécutif de Catalogne (Consell Executiu), dirigé par le président de la Généralité, propose les lois au Parlement et les fait appliquer.

## Histoire

### Députation du général

#### DesCortsà la députation du général

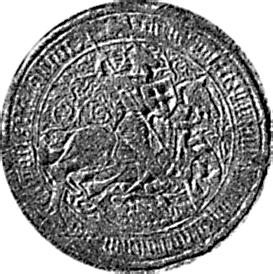
Grand sceau de la députation du général de la principauté de Catalogne à la fin du XVe siècle. Avers : un chevalier porte l'écu avec la croix de saint Georges, qui étaient les armes de la Généralité de Catalogne. Légende : S(igillum) : Cortium : et : Parlamentorum : Generalium : Principatus : Cathalonie (« Sceau des Cours et Parlements généraux de la principauté de Catalogne »).

Comme la Généralité valencienne, la Généralité de Catalogne doit son origine aux députations permanentes créées pour assurer l'administration entre les réunions des Corts Catalanes (« cours », « états généraux » de la principauté de Catalogne), dans les différents États de la couronne d'Aragon, en particulier la principauté de Catalogne, le royaume d'Aragon et le royaume de Valence.
Pendant le règne de Jacques Ier le Conquérant (1208-1276), les Corts sont convoquées par le roi. Sous Pierre II le Grand (1276 – 1285) elles prennent forme institutionnelle ; le roi s'engage à les réunir chaque année, ce qu'il ne fait d'ailleurs pas. Les Corts Catalanes sont divisées en trois braços (« bras »), représentant chacun un état ou ordre de la société : le « bras ecclésiastique » (braç eclesiàstic) rassemblait le clergé, le « bras militaire » (braç militar) la noblesse, et le « bras populaire » (braç popular), aussi appelé « chambre royale » (cambra reial), les villes royales. L'ensemble de ces délégués étaient appelés le « général de Catalogne » (lo General de Cathalunya), comme représentant l'ensemble de la population catalane.
En 1289, aux Cortes de Monzón en Aragon, est créée une députation générale d'Aragon, commission temporaire chargée de recueillir entre les réunions des Corts les subsides que ces dernières accordaient au roi. En effet, comme les états généraux en France, la principale mission des Corts était de concéder au roi le droit de lever de nouveaux impôts, mais aussi, à la différence de la France, de lever ces mêmes impôts[pas clair].
Lors des Corts Catalanes de 1358 – 1359, réunies à Barcelone, Vilafranca del Penedès et Cervera, le roi Pierre IV, qui doit à tout prix obtenir des fonds pour repousser une invasion castillane en Aragon et en Pays valencien, accorde aux Corts le droit de déléguer leurs fonctions entre chaque réunion à douze personnes à titre permanent. Cette députation permanente obtient des compétences fiscales et peut notamment nommer des auditeurs des comptes qui contrôlent l'administration royale. La députation rassemble des membres de chaque « bras » et est présidée par un ecclésiastique. Le premier d'entre eux est Berenguer de Cruïlles, évêque de Gérone.

#### Moyen Âge
C'est donc en 1359 à Cervera que naît la députation du général. Ces douze personnes (quatre ecclésiastiques, quatre nobles et quatre bourgeois) dont deux sont originaires du Roussillon, sont chargées de faire la répartition des impôts. Aux Corts suivantes de 1364, on élargit[style à revoir] le nombre des membres de la Généralité à sept personnes, qui désormais résident à Barcelone : deux ecclésiastiques, deux nobles et trois bourgeois. Peu à peu, en plus de répartir les impôts, la Généralité contrôle les décisions du roi, qui doivent être conformes aux Constitutions catalanes. Quand les nouvelles Corts se réunissent, elles vérifient les travaux de la Généralité précédente et des accords ou des désaccords sont prononcés.
Quelques années plus tard, la Généralité est composée de trois députés élus pour trois ans, entre chaque session des Corts. Elle prend saint Georges (Sant Jordi) terrassant le dragon comme patron de la Catalogne.
Peu à peu, les trois députés de la députation du général, dont le président est toujours un ecclésiastique, s'intéressent à l'orientation politique de la principauté de Catalogne. Elle lève ses propres troupes et entretient ses galères. Elle prend des initiatives diplomatiques. Il devient périlleux, pour un souverain, de sous-estimer la Généralité, qui s'appuie sur ses constitutions.

#### Époque contemporaine
Les pouvoirs de la députation du général sont sans cesse réduits par les souverains espagnols. À la suite de la révolte de la Catalogne et des États de la couronne d'Aragon lors de la guerre de Succession d'Espagne, Philippe V décide de supprimer les privilèges et pouvoirs de ces États. Par les décrets de Nueva Planta, il décide la fin de la Généralité de Catalogne en 1716.

### Période républicaine (1931-1939)
Dans le contexte de l'instauration de la Seconde République espagnole, la Généralité de Catalogne est instaurée le 2 août 1931. Elle est régie par un nouveau statut d'autonomie, surnommé Statut de Núria. Après l'échec de la proclamation d'un État catalan par le président Lluís Companys, le 6 octobre 1934, la Généralité est suspendue, ses conseillers arrêtés et emprisonnés.
À la suite de la victoire aux élections générales de 1936 du Front populaire, qui prend en Catalogne la forme d'un Front des Gauches (Front d’Esquerres), la Généralité est rétablie. Le déclenchement de la guerre d'Espagne, en juillet 1936, voit la Généralité sauvée par les anarchistes catalans vainqueurs ici de l'offensive nationalistes, puis l'invasion de la Catalogne et la victoire des nationalistes en 1939 provoquent la fin de la Généralité catalane.
Elle se reconstitue cependant en exil à partir de 1940, mais son président, Lluís Companys, est arrêté et torturé puis exécuté au château de Montjuïc à Barcelone le 15 octobre 1940.
Le retour à la démocratie, en 1977, amène le président de la Généralité en exil, Josep Taradellas, à revenir en Catalogne et prononcer son fameux « Ciutadans de Catalunya, ja sóc aquí !  » (« Citoyens de Catalogne, je suis ici ! »).

### Retour à la démocratie (depuis 1977)
Josep Tarradellas devient président de la Généralité provisoire, reconstituée avec l'appui du gouvernement espagnol. Elle se dote de nouvelles institutions et d'un nouveau statut, approuvé en 1979. Elle devient le véritable organe du pouvoir législatif, exécutif et judiciaire de la nouvelle communauté autonome de Catalogne.
Jordi Pujol succède à Tarradellas en avril 1980 et reste 23 ans au pouvoir. Il est suivi par les socialistes Pasqual Maragall puis José Montilla jusqu'en 2010. Artur Mas, président entre 2010 et 2016, organise en 2014 une consultation populaire sur l'indépendance de la Catalogne, interdite par le gouvernement espagnol. Son successeur Carles Puigdemont convoque à son tour en 2017 un référendum d'indépendance, également interdit.
Le 28 octobre 2017, le gouvernement de Mariano Rajoy met en application l'article 155 de la Constitution, qui suspend l'autonomie. Puigdemont est destitué et le Parlement dissous. Les indépendantistes conservent cependant la majorité absolue aux élections du 21 décembre suivant. Le 16 mai, 201 jours après la suspension de l'autonomie, l'indépendantiste Quim Torra devient le 131e président de la Généralité.

## Institutions

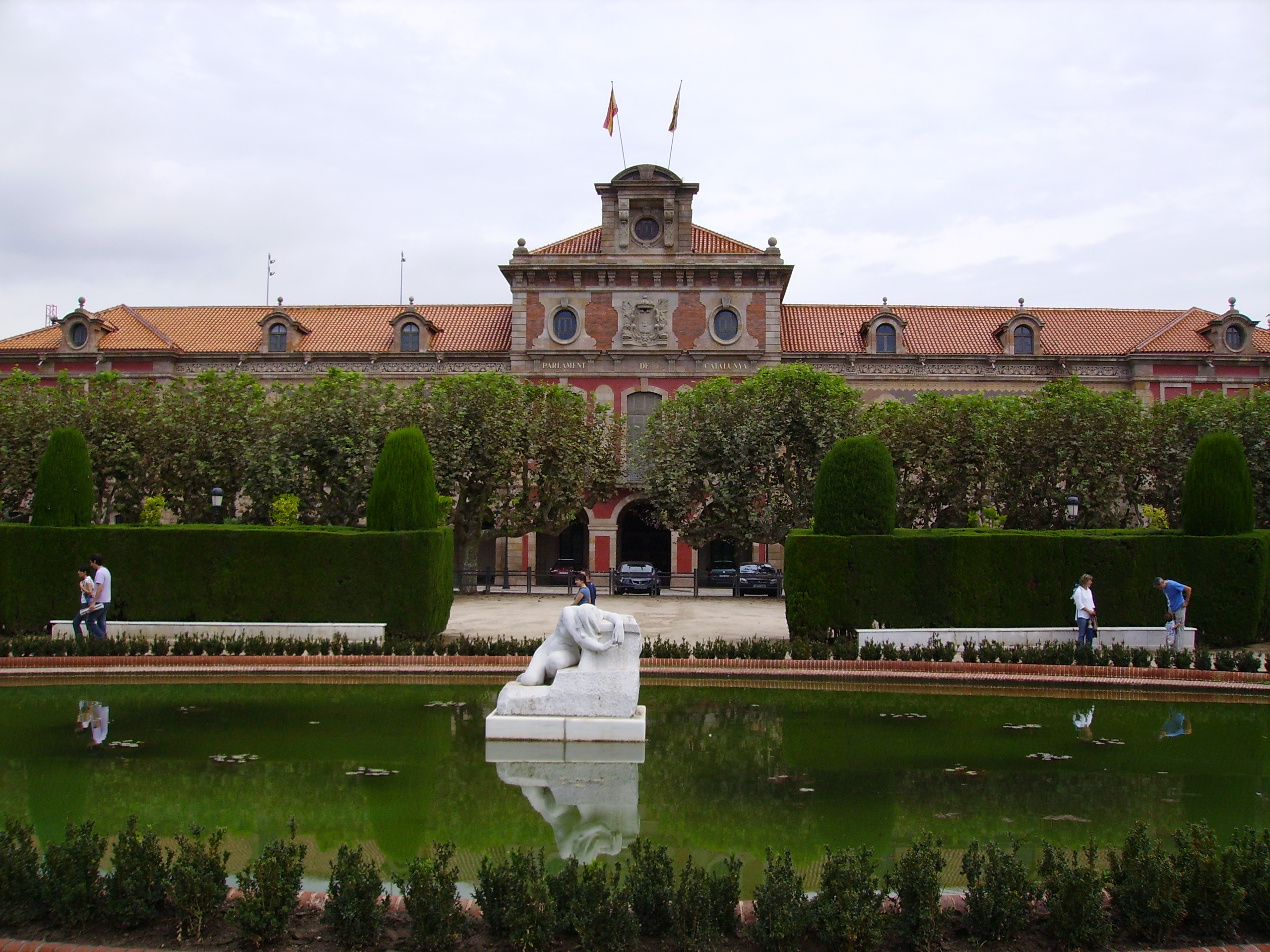
Palais du Parlement de Catalogne, Barcelone (Espagne).

Actuellement, la Généralité de Catalogne est, selon le statut d'autonomie de la Catalogne de 2006, le système institutionnel qui organise politiquement le gouvernement autonome de la Catalogne. Elle est formée par plusieurs organes, tels que le Parlement de Catalogne (Parlament de Catalunya), le Conseil exécutif (Consell Executiu) ou gouvernement (Govern), la présidence de la Généralité (Presidència de la Generalitat) et les autres institutions, établies par le statut ou les lois catalanes.

### Parlement de Catalogne
Le Parlement de Catalogne (Parlement de Catalunya) représente le peuple de Catalogne. Il exerce la puissance législative, débat et vote les projets de lois de la Généralité, contrôle et impulse l'action politique du Conseil exécutif.

### Président de la Généralité

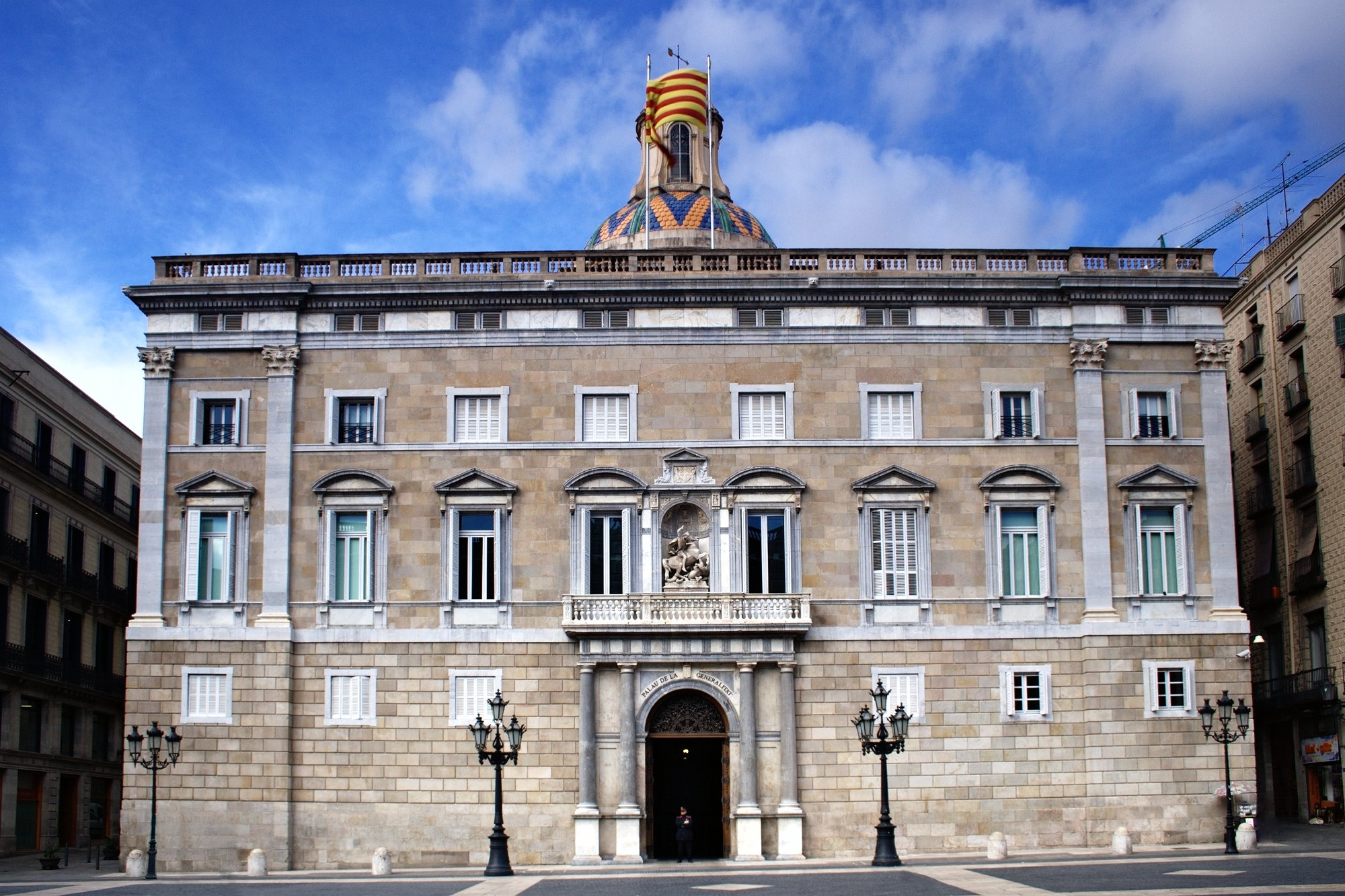
Palais de la généralité de Catalogne, Barcelone (Espagne).

Le président de la Généralité de Catalogne est la plus haute représentation de la Généralité. Il dirige l'action du Conseil exécutif. Il est la représentation ordinaire de l'État de Catalogne.

### Conseil exécutif
Le Conseil exécutif (Consell Executiu), couramment appelé « gouvernement » de Catalogne (Govern), est l'organe supérieur qui dirige collégialement la politique et l'administration de la Généralité. Il est investi de la puissance exécutive et du pouvoir réglementaire.

### Conseil des garanties statutaires
Le Conseil des garanties statutaires (Consell de Garanties Estatutàries), autrefois Conseil consultatif (Consell Consultiu), est un organe de caractère consultatif, qui se prononce, dans les cas établis par la loi, sur la conformité des projets ou des propositions de loi soumis à l'approbation du Parlement avec le statut d'autonomie.
Il veille également au respect et à l'application de la Constitution espagnole et du statut d'autonomie.

### Défenseur du peuple catalan
Le défenseur du peuple catalan (Síndic de Greuges, c'est-à-dire, littéralement, le « syndic des injustices ») a, comme les autres défenseurs du peuple en Espagne, la fonction de protéger et de défendre les droits et libertés reconnus par la Constitution espagnole et le statut d'autonomie. Il supervise l'activité de la Généralité, des organismes publics ou privés qui en dépendent, et des entreprises privées qui ont la gestion de services publics ou accomplissent des missions d'intérêt général.
Il supervise donc l'activité de l'administration locale de la Catalogne et des organismes qui en dépendent.

### Syndicature des comptes
La Syndicature des comptes (Sindicatura de Comptes de Catalunya) est l'organe qui assure la gestion économique et le contrôle de l'efficacité de la Généralité, ainsi que de l'ensemble du secteur public en Catalogne.

### Conseil de l'audiovisuel de Catalogne
Le Conseil de l'audiovisuel de Catalogne (Consell de l'Audiovisual de Catalunya) est l'autorité indépendante chargée de réguler la communication audiovisuelle publique et privée. Le Conseil agit en totale indépendance vis-à-vis du Conseil exécutif de la Généralité dans l'exercice de ses fonctions.

### Commission juridique consultative
La Commission juridique consultative (Comissió Jurídica Assessora) est l'organe supérieur consultatif du gouvernement de la Généralité. Il est autonome dans son organisation et ses fonctions, afin de garantir son objectivité et son indépendance.

### Délégations
Il existe un certain nombre de délégations de la Généralité, dans le monde entier :
- Madrid (Espagne)
- Paris (France)
  - Casa de la Generalitat à Perpignan (Pyrénées-Orientales), ouverture en 2003
- Bruxelles (Belgique), pour  l'Union européenne, ouverture en 1986
- Rome (Italie), ouverture en 2015
  - Espai Llull à Alghero (Sardaigne), ouverture en 2009
- Londres (Royaume-Uni)
- Berlin (Allemagne)
- Washington D.C. (États-Unis)
- Vienne (Autriche), ouverture en 2015
- Mexico (Mexique)
- Lisbonne (Portugal), ouverture 2016
- Buenos Aires (Argentine), ouverture en 2022
- Andorre-la-Vieille (Andorre), ouverture 2023

Délégations projetées
- Cité du Vatican
- Rabat (Maroc)

Délégations fermées
- Buenos Aires (Argentine), ouverture en 2009, fermée en 2011
- Casablanca (Maroc)